# Cimitero di Eden

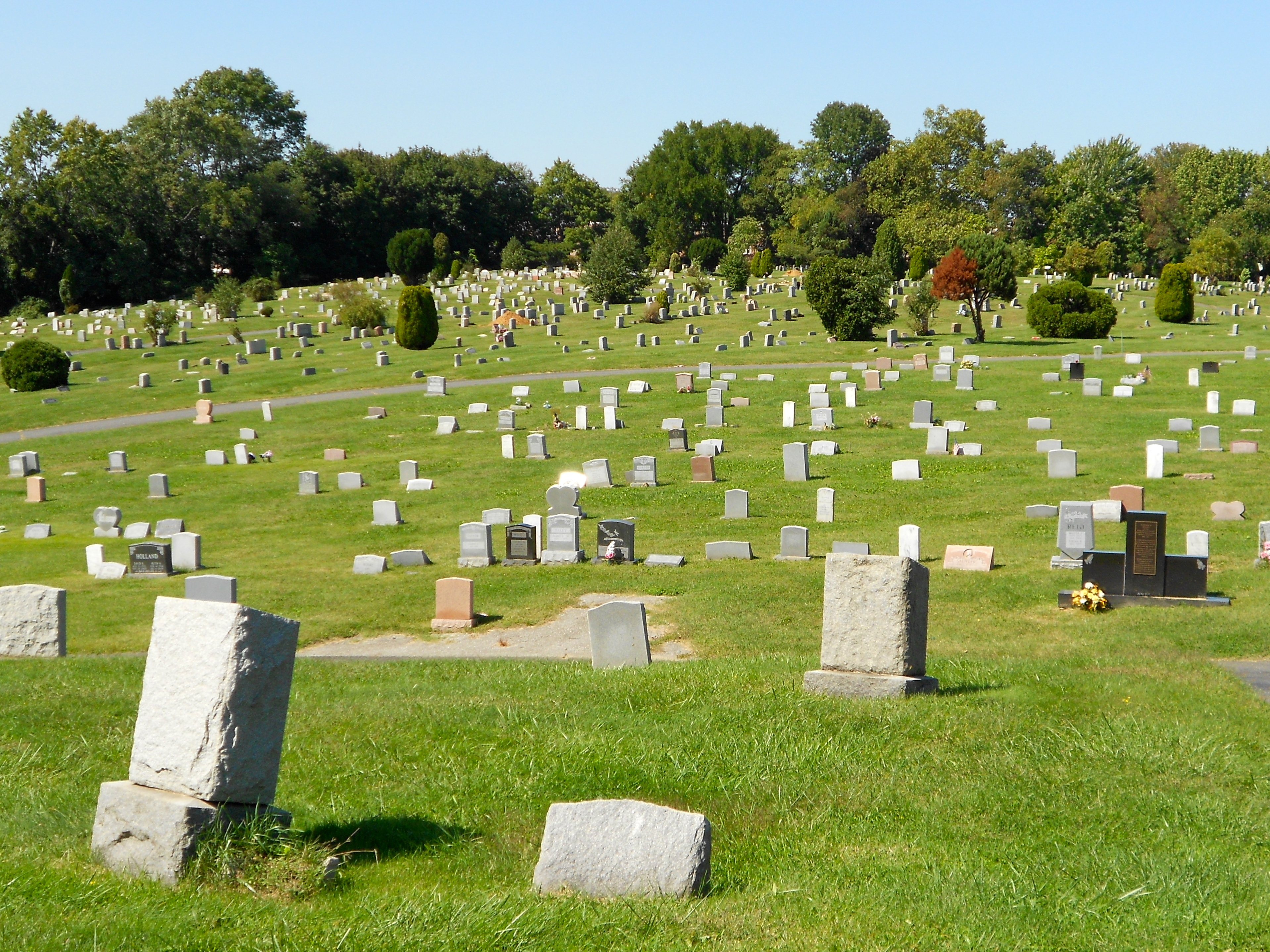
Cimitero di Eden

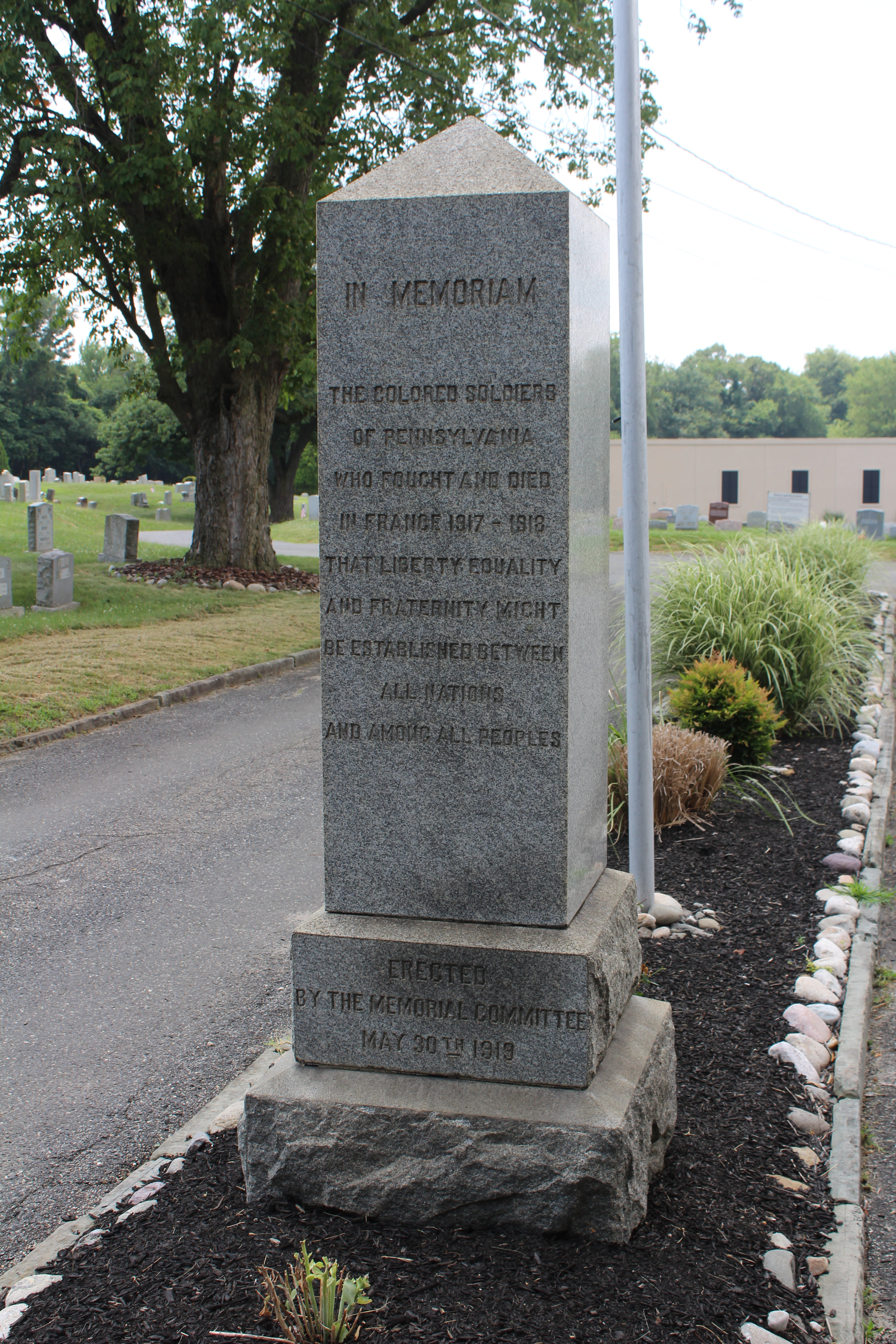
Memoriale ai soldati di colore della Pennsylvania della prima guerra mondiale nel cimitero di Eden

Il Cimitero di Eden è un cimitero storico afroamericano situato a Collingdale, in Pennsylvania, aggiunto al NRHP in data 13 dicembre 2010, al numero di riferimento  10001031. Fu fondato il 20 giugno 1902 ed è il più antico cimitero di proprietà di cittadini di colore esistente negli Stati Uniti. Il cimitero si estende per circa 53 acri e contiene circa 93 000 sepolture.

## Storia
Jerome Bacon, un istruttore dell'Institute for Colored Youth, il precursore della Cheyney University, condusse gli studi per creare un cimitero per gli afroamericani che erano stati sepolti nei cimiteri di Filadelfia dichiarati inagibili dalla città all'inizio del XX secolo. I cimiteri comprendevano il Lebanon Cemetery, dichiarato inagibile nel 1899 e chiuso nel 1903, l'Olive Graveyard, chiuso nel 1923, lo Stephen Smith Home for the Aged and Infirm Colored Person's Burial Ground e il First African Baptist Church Burial Grounds. I corpi sepolti in questi cimiteri furono disotterrati e reinterrati nel Cimitero di Eden. La sepoltura più antica nel cimitero risale al 1721.
Dopo una controversia da parte di Collingdale, Pennsylvania, che si opponeva alla creazione di un cimitero afroamericano nella cittadina, il 20 giugno 1902 la Pennsylvania concesse una licenza per la creazione del cimitero di Eden. Per la creazione del cimitero furono scelti 53 acri di terreno che in precedenza facevano parte delle Fattorie Bartram.
Il primo incontro del comitato per la creazione del cimitero si tenne il 9 agosto 1902 e comprendeva membri di spicco della comunità nera di Filadelfia nei seguenti ruoli:
- Presidente – John C. Asbury, lawyer
- Vice presidente – Charles W. Jones
- Vice presidente – Daniel C. Parvis, tappezziere
- Segretario – Jerome Bacon, istruttore presso l'Institute for Colored Youth: il precursore dell'Università di Cheyney
- Tesoriere – Martin J. Lehmann, produttore di sigari[3]

La prima inumazione al cimitero fu ritardata fino a sera a causa dei manifestanti bianchi locali che bloccarono l'ingresso del cimitero durante il giorno. Il titolo del Chester County Times del giorno successivo recitava “Collingdale ha altri problemi razziali, il consiglio comunale non ha bisogno di un cimitero di colore, nessun africano deve fare domanda”.
Il 30 maggio 1919 fu eretto un monumento per commemorare i soldati di colore della Pennsylvania che combatterono e morirono in Francia durante la Prima Guerra Mondiale dal 1917 al 1918.
Nel 1986 cinque bambini vittime dell'attentato contro l'organizzazione MOVE del 1985 furono inumati in due tombe non segnalate nel cimitero di Eden.
Nel luglio 2008 alcuni vandali hanno rovesciato oltre 200 lapidi del cimitero, tra cui quella di Octavius Valentine Catto, una delle sepolture più famose dell'Eden Cemetery.
Nel 2010 il Cimitero di Eden è stato inserito nel National Register of Historic Places. È tuttora in funzione e mantenuto da un gruppo di volontari.
Nel 2015 un monumento a Pauline Oberdorfer Minor è stato eretto nel cimitero di Eden dal capitolo Alumnae di Filadelfia della sorellanza Delta Sigma Theta. Era una delle 22 fondatrici della sorellanza, ma lavorava come governante quando morì e fu sepolta in una tomba per i poveri insieme ad altre tre persone.
Nel gennaio 2024 i teschi di 19 neri di Filadelfia non identificati furono inumati in due mausolei nel cimitero di Eden. I crani facevano parte della collezione del Penn Museum e provenivano probabilmente da persone schiavizzate negli anni Trenta e Quaranta del XIX secolo. I crani furono raccolti da Samuel George Morton, uno scienziato che sosteneva il razzismo scientifico.

## Tombe importanti
- Julian Abele (1881–1950), architetto

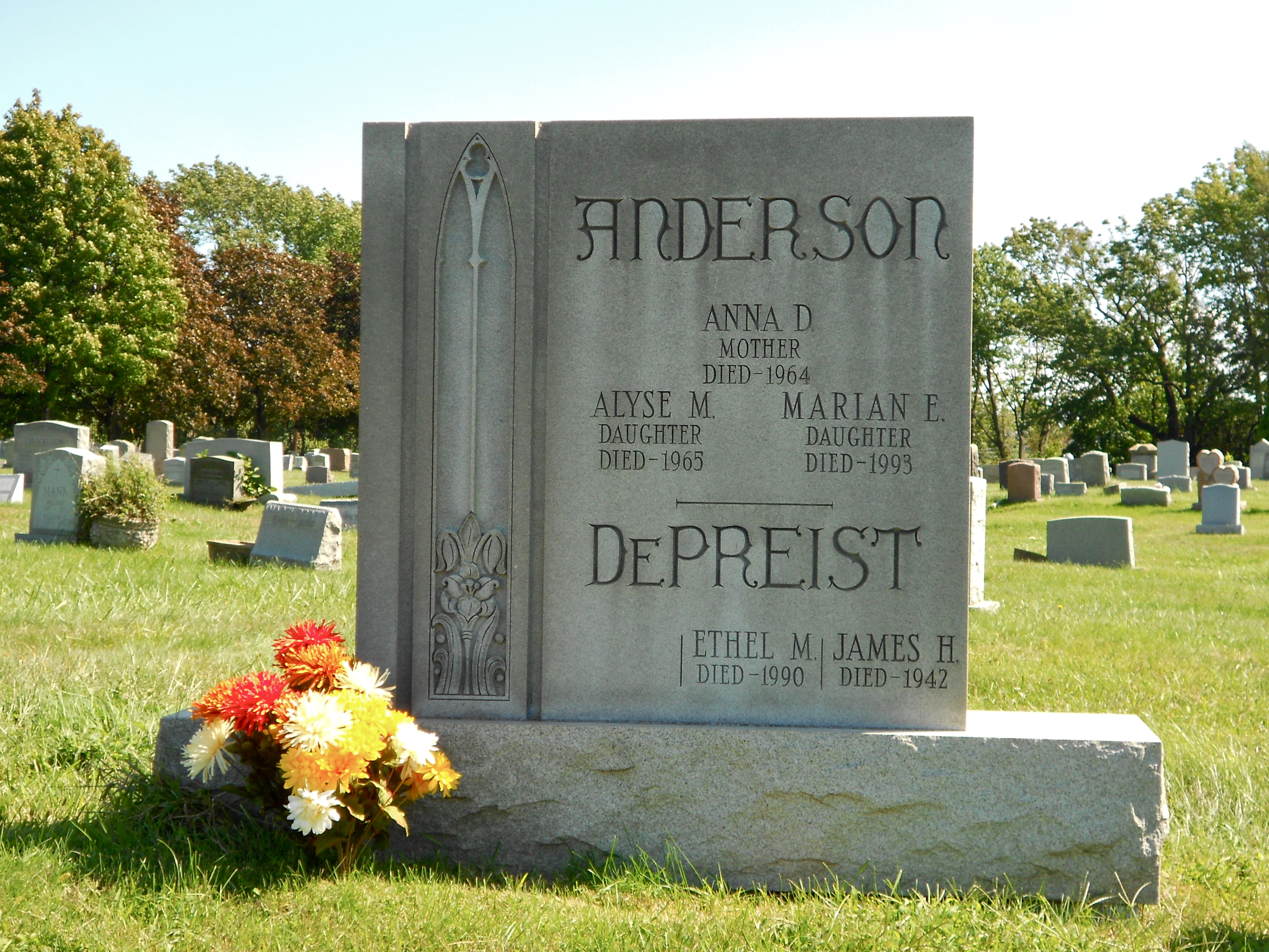
La lapide di Marian Anderson

- Marian Anderson (1897–1993), cantante d'opera[18][19]
- Ruth L. Bennett (1866–1947), riformatrice sociale e prima presidentessa della sezione di Chester della NAACP
- John C. Bowers (1811–1873), imprenditore, organista, abolizionista[19]
- David Bustill Bowser (1820-1900), artista ornamentale e ritrattista
- John Pierre Burr (ca. 1792–1864), abolizionista e leader della comunità di Filadelfia, figlio di Aaron Burr[19]
- Cyrus Bustill (1732-1806), abolizionista e leader di comunità
- Octavius Valentine Catto (1839–1871), leader dei diritti civili, pioniere del baseball[19] (originariamente sepolto nel cimitero di Lebanon, Filadelfia; trasferito a Eden il 14 maggio 1903.)
- Dr. Rebecca J Cole (1846–1922). seconda donna afroamericana a conseguire il titolo di Dottore in Medicina negli Stati Uniti.[19]
- Frank T. Coleman (1911–2008), educatore e volontario di comunità
- Emilie Davis (1839–1889), diarista
- James DePreist (1936–2013), direttore d'orchestra afroamericano[20]
- Sarah Mapps Douglass (1806–1882), abolizionista, educatrice e scrittrice
- Henrietta Duterte (1817–1903), proprietaria di pompe funebri, filantropa e abolizionista[21]
- Tyrone Everett (1953–1977), pugile professionista di Filadelfia[22][23]
- Jessie Redmon Fauset (1882–1961), editore, poeta, saggista e romanziere[24]
- James Forten (1766–1842), abolizionista e uomo d'affari afroamericano[25]
- Timothy Thomas Fortune (1856–1928), giornalista, leader per i diritti civili[26]
- Stanlislaus Kostka Govern (1854–1924), giocatore di baseball americano delle Indie Occidentali, primo manager dei Cuban Giants, organizzatore sindacale, giornalista e attore shakespeariano[27]
- Frances Harper (1825–1911), poetessa, abolizionista[19]
- Francis "Frank" Johnson (1792–1844) musicista pioniere le cui composizioni hanno anticipato il jazz
- Absalom Jones (1746–1818), abolizionista ed ecclesiastico afroamericano, reinterrato nella chiesa episcopale africana di St. Thomas a Filadelfia, in Pennsylvania.
- Caroline LeCount (1846–1923), attivista per i diritti civili ed educatore
- Harry McGilberry (1950–2006), cantante di R&B e Soul[19]

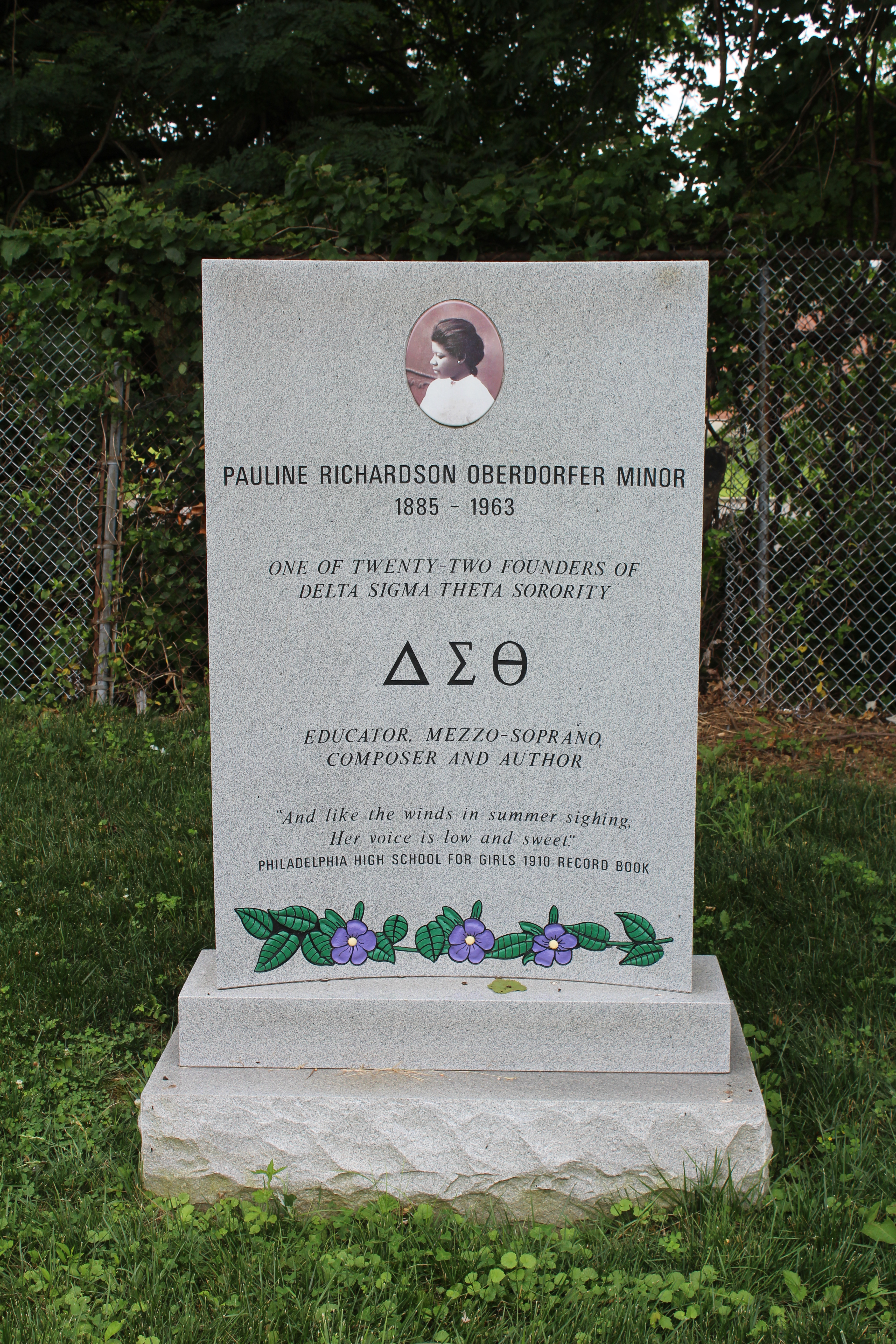
Monumento commemorativo di Pauline Richardson Oberdorfer Minor vicino alla sua tomba povera, che condivide con altre tre sepolture.

- Pauline Oberdorfer Minor (1885–1963) una delle fondatrici della sorellanza Delta Sigma Theta[13]
- John Bunyan Reeve (1831–1916), ministro presbiteriano e professore all'Università Howard
- Robert Penn (1872–1912), medaglia d'onore per la guerra ispano-americana[28]
- William Still (1821–1902), abolizionista[29]
- John Baxter Taylor, Jr. (1882–1908), atleta di atletica leggera, prima medaglia d'oro olimpica afroamericana[19]
- Hannah Archer Till (c. 1721–1826), cuoco personale di George Washington e Gilbert du Motier, Marchese di Lafayette, durante la guerra rivoluzionaria americana.[30][31]

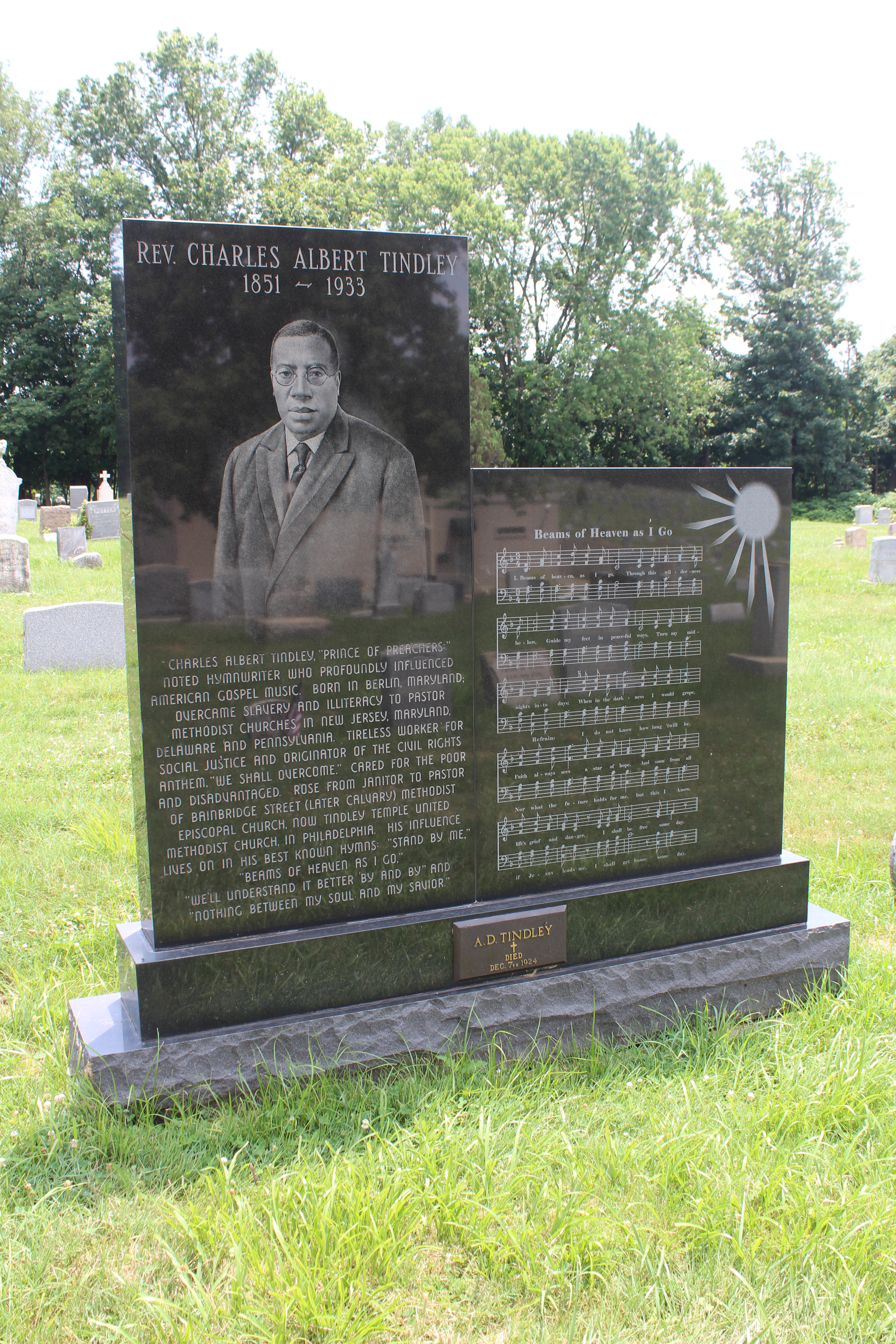
Lapide di Charles Albert Tindley

- Charles Albert Tindley (1851–1933), ministro, compositore[32]
- Laura Wheeler Waring (1887-1948), artista ed educatrice
- George Henry White (1852–1918), membro del Congresso degli Stati Uniti della Carolina del Nord[33]

## Galleria di foto

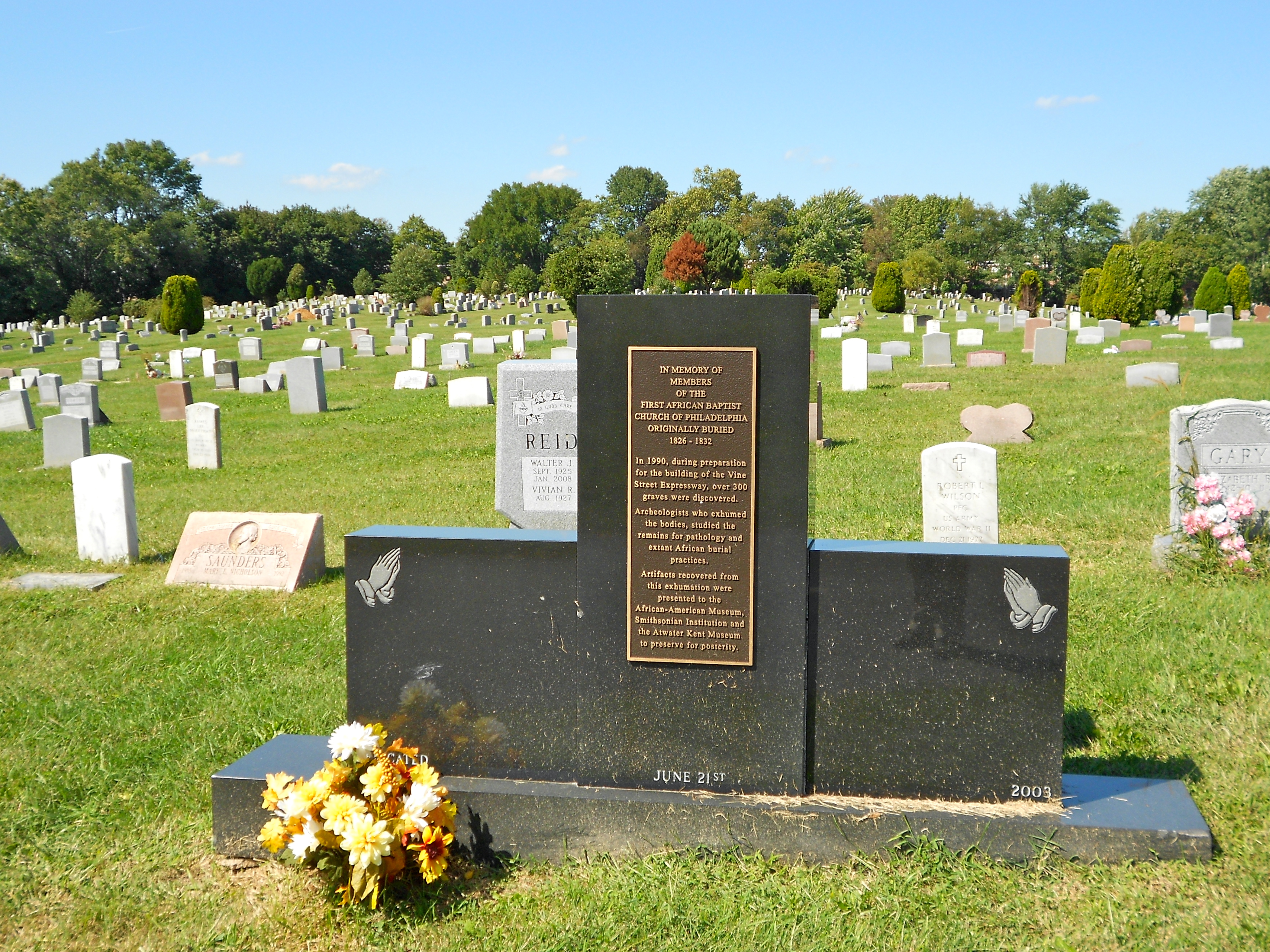
Resti del luogo in cui sorgeva la prima chiesa battista africana di Filadelfia.
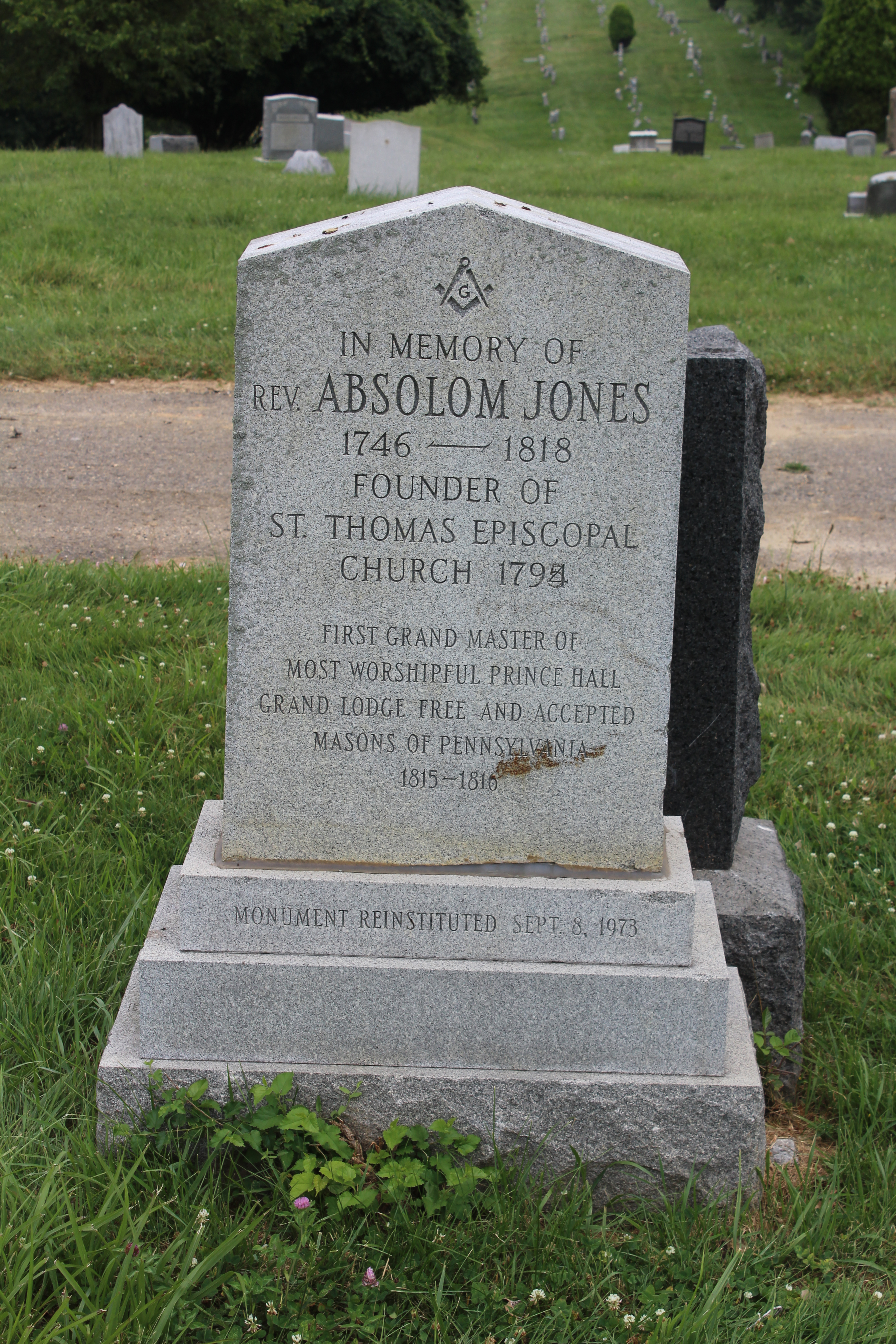
Cenotafio di Absalom Jones nel cimitero di Eden
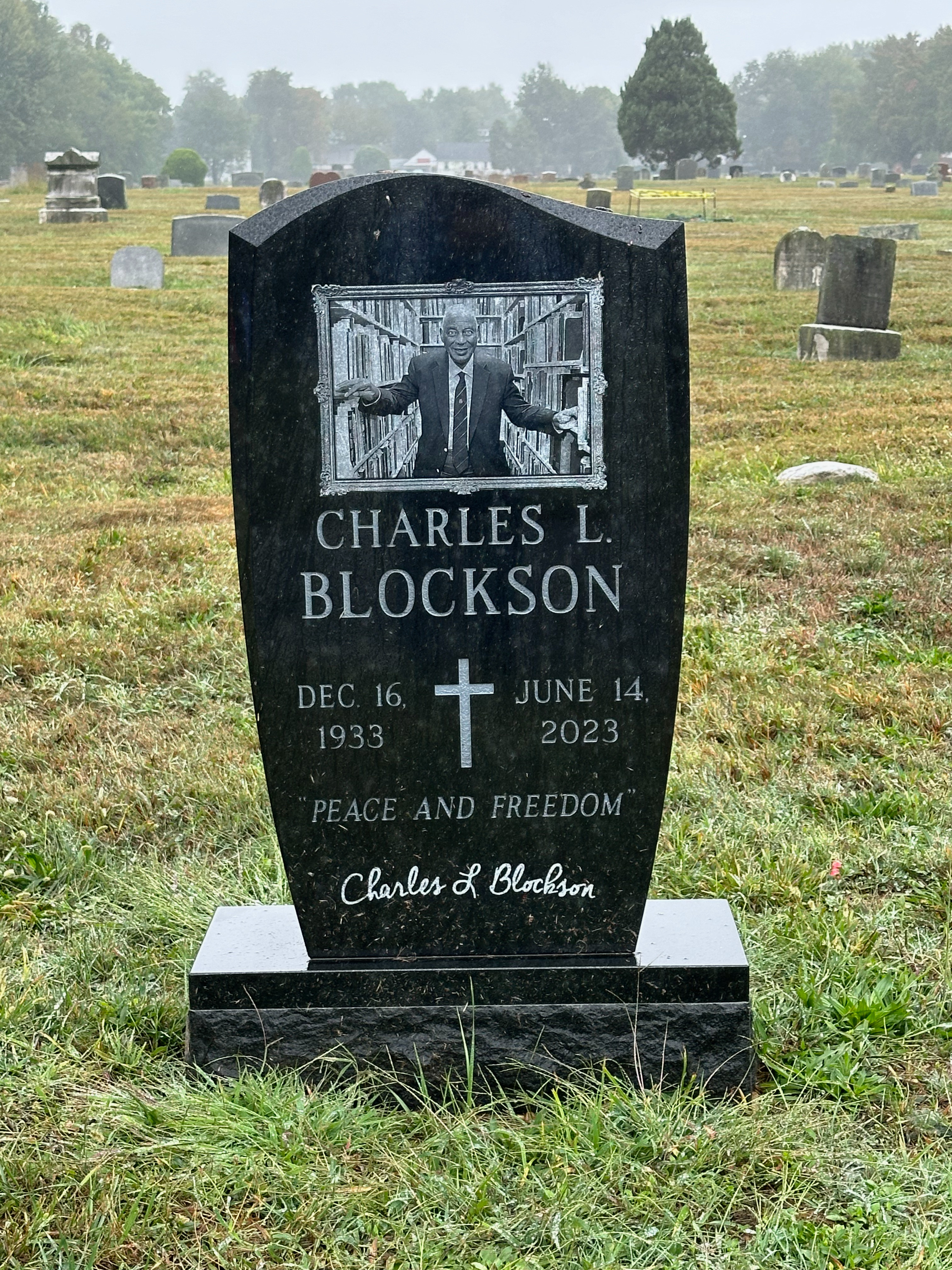
La lapide di Charles L. Blockson nel cimitero di Eden
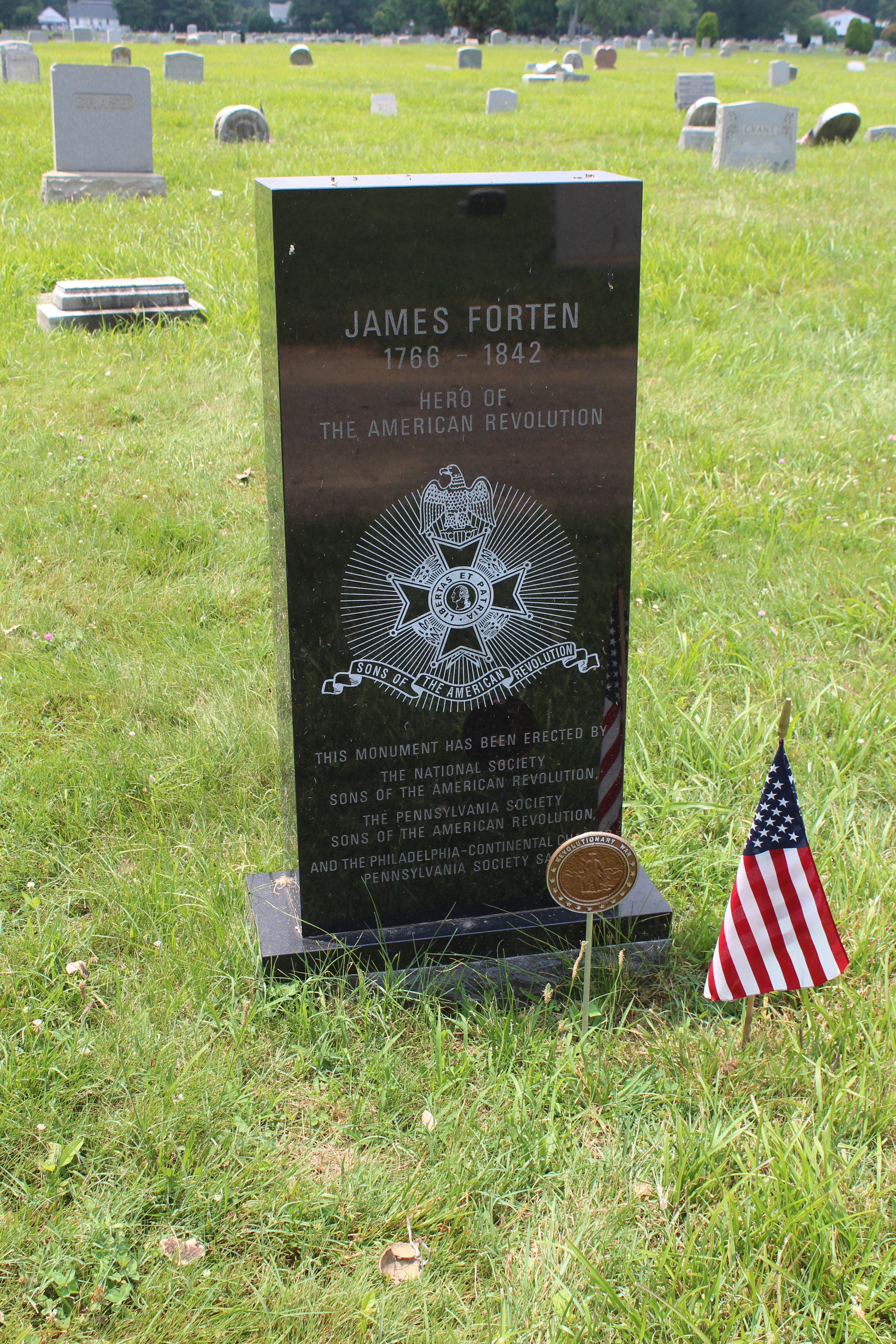
Lapide di James Forten nel Cimitero di Eden
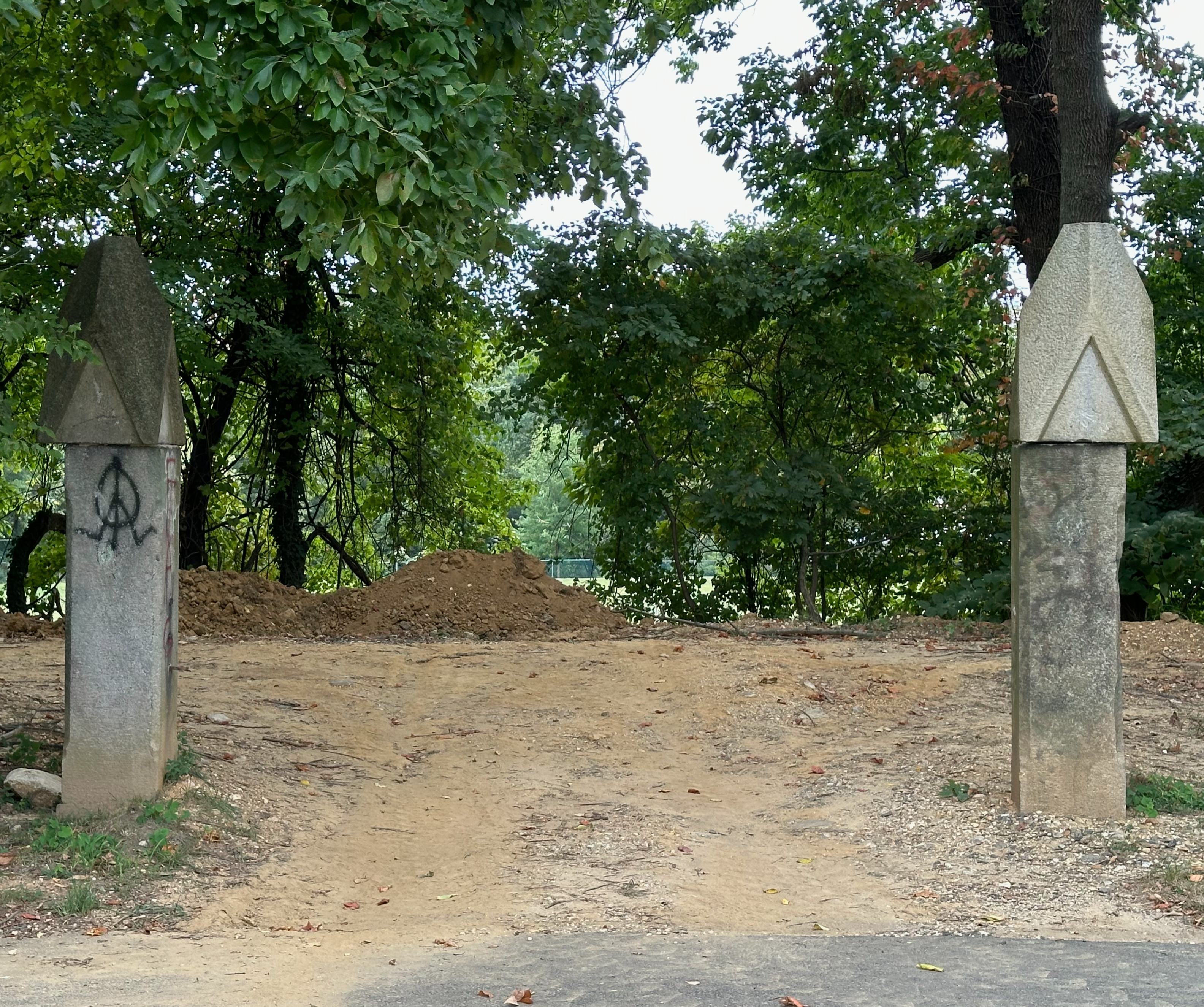
Pilastri originali del defunto cimitero afroamericano a Lebanon a Filadelfia
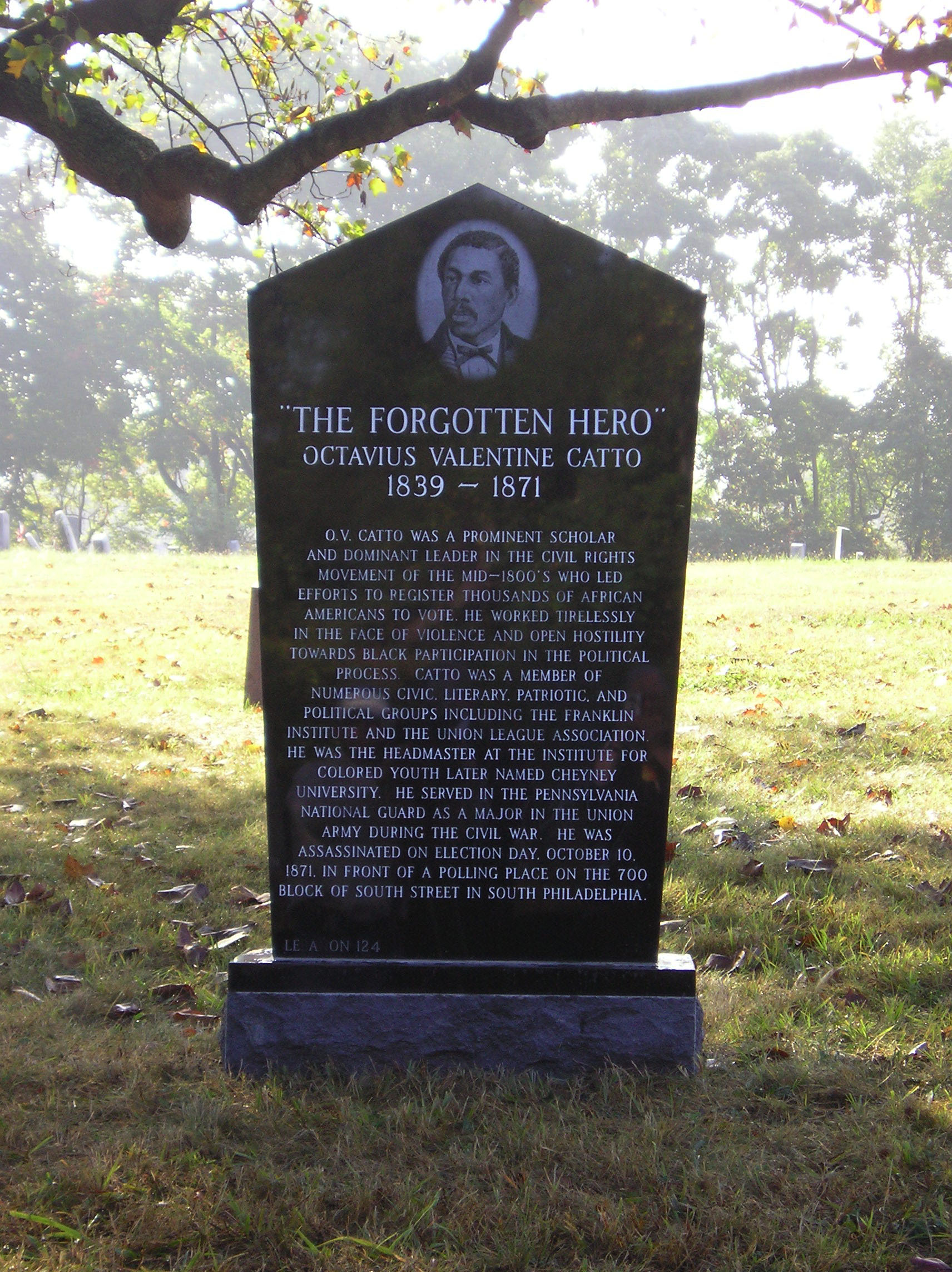
Tomba di O.V. Catto, nel cimitero di Eden
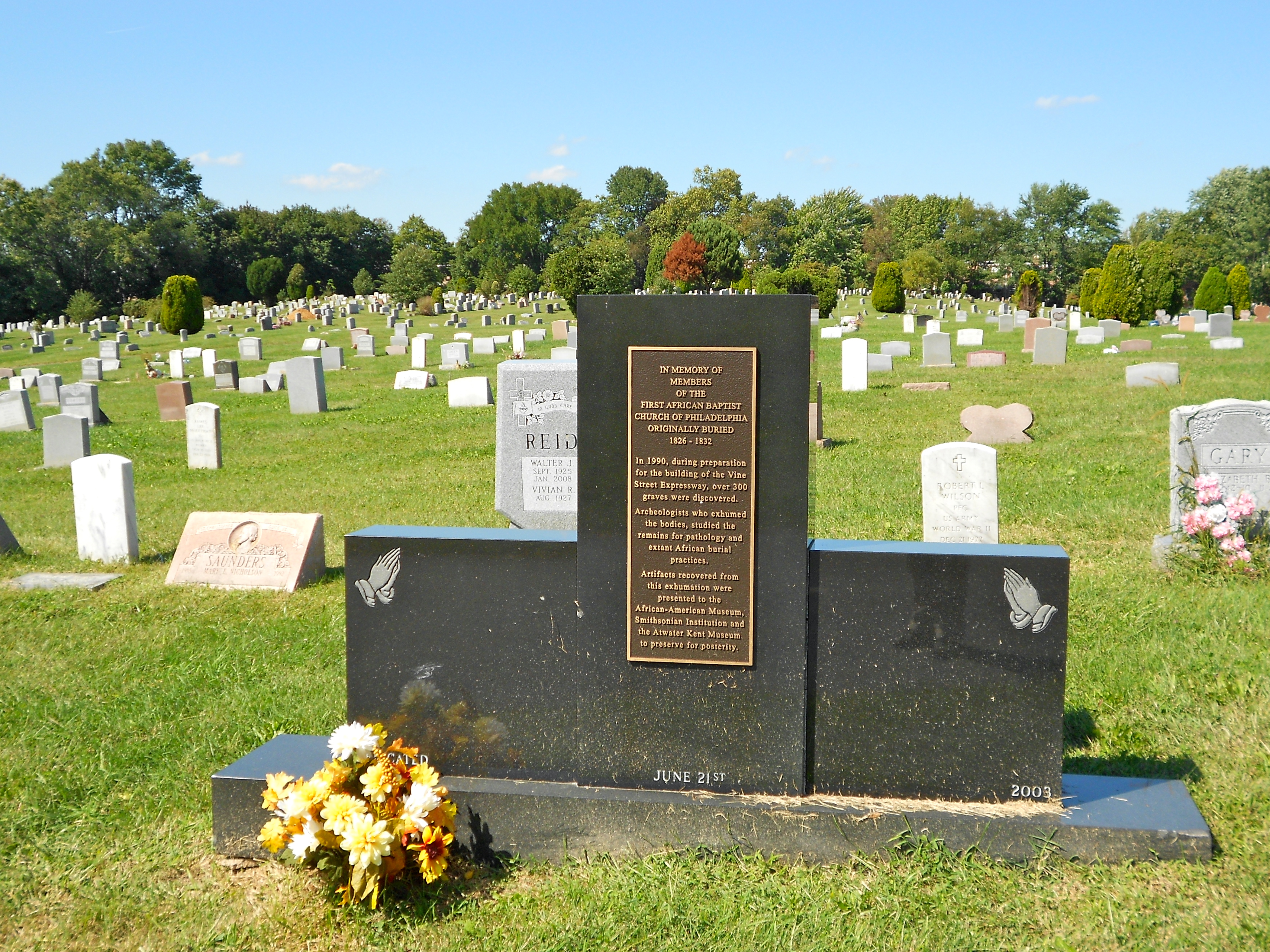
Cimitero di Eden: resti del luogo in cui sorgeva la prima chiesa battista africana di Filadelfia.